# Rebelle
Rebelle é um filme de drama canadense de 2012 dirigido e escrito por Kim Nguyen. Foi indicado ao Oscar de melhor filme estrangeiro na edição de 2013, representando o Canadá.

## Elenco
- Rachel Mwanza - Komona
- Alain Lino Mic Eli Bastien
- Serge Kanyinda
- Mizinga Mwinga
- Ralph Prosper
- Jean Kabuya
- Jupiter Bokondji
- Starlette Mathata
- Alex Herabo
- Dole Malalou
- Karim Bamaraki